# Vought F7U Cutlass
Il Vought F7U Cutlass ("sciabola") era un aereo da caccia imbarcato statunitense degli anni cinquanta impiegato durante i primi anni della guerra fredda.
Caratterizzato da un disegno non convenzionale, basato sui dati relativi agli studi aerodinamici e costruttivi catturati alla tedesca Arado alla fine della seconda guerra mondiale (sebbene i progettisti della Vought all'epoca avessero negato qualsiasi collegamento con le ricerche tedesche), l'F7U fu l'ultimo aereo progettato da Rex Beisel che fu il progettista del primo caccia specificamente progettato per la U.S. Navy, il Curtiss TS-1 del 1922.

## Storia

### Sviluppo
Il progetto del Cutlass rappresentò la risposta della Chance-Vought ad un bando della U.S. Navy, le cui specifiche vennero ufficializzate il 1º giugno 1945: richiedevano un intercettore diurno, in grado di volare a 600 mph (pari a 966 km/h) con una quota operativa di 40 000 ft (poco più di 12 000 m). Tra le richieste presenti nella specifica figurava la propulsione, che doveva essere affidata a due turboreattori Westinghouse J34, dotati di postbruciatore.
Il risultato di tale progetto era un velivolo con ala a freccia (con angolo di 38°), con bassissimo allungamento che, sul bordo d'uscita, era dotata di elevoni: questi erano superfici di controllo che accorpavano la funzione dell'equilibratore e quella dell'alettone. Al centro di ciascuna semiala erano collocati deriva e timone. Tutte le superfici di controllo avevano comandi idraulici.
Altre caratteristiche peculiari del progetto erano la posizione molto avanzata della cabina di pilotaggio, studiata al fine di fornire adeguata visibilità ai piloti nelle manovre di appontaggio, e la gamba anteriore del carrello d'atterraggio, necessariamente molto lunga al fine di garantire elevati angoli di attacco in fase di decollo.
Al progetto venne assegnata la sigla di fabbrica V-346, mentre la designazione F7U (secondo lo schema fino ad allora vigente) venne assegnata il 25 giugno del 1946, quando il progetto risultò vincitore del bando e venne richiesta la produzione di tre prototipi (XF7-U1).

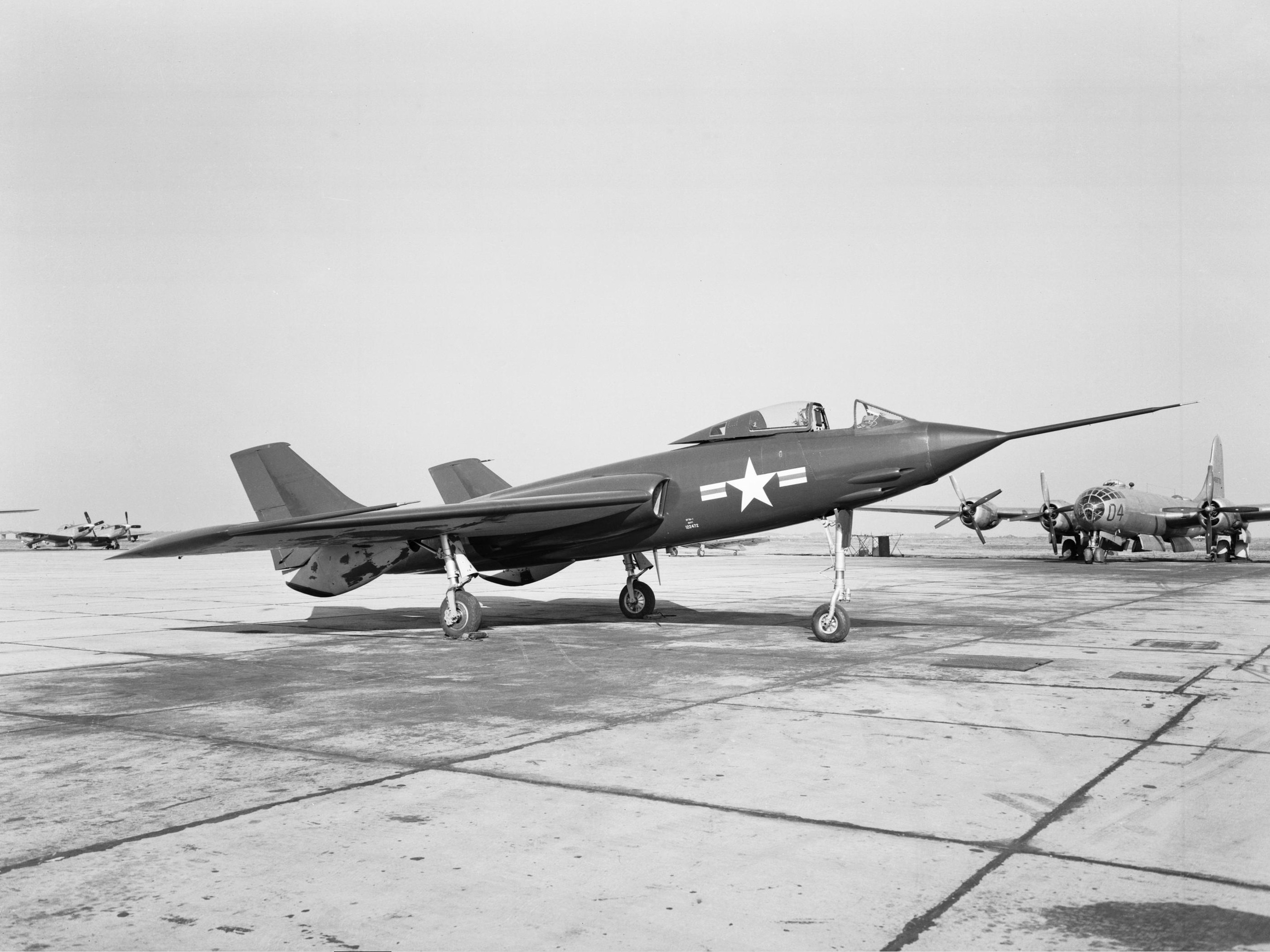
Il Vought XF7U-1 Cutlass (BuNo 122472) al NACA Langley Research Center, in Virginia (USA), il 3 dicembre 1948.

All'epoca del primo volo del prototipo, avvenuto il 29 settembre 1948, erano già in fase di progettazione due nuove versioni del Cutlass: queste (le cui sigle avrebbero dovuto rispettivamente essere F7U-2 e F7U-3) prevedevano l'installazione di motori diversi dai J34, fino ad allora complessivamente deludenti (soprattutto perché mancanti del previsto postbruciatore).
Queste due versioni non videro comunque mai la luce. Al contrario un'ulteriore nuova versione, con modifiche sostanziali alla fusoliera ed alle derive, ereditò la sigla F7U-3 e finì per essere quella prodotta in un maggior numero di esemplari. Il primo volo di questa nuova versione avvenne nel dicembre del 1951.

### Impiego operativo
La carriera dei Cutlass iniziò con un lungo ciclo valutativo presso l'Advanced Training Command, presso la base aeronavale di Corpus Christi (Texas), nel quale furono impegnati i 14 esemplari della serie F7U-1. Le migliorie che ne seguirono diedero origine alla versione F7U-3, tuttavia la produzione del Cutlass terminò già nel 1955.
La breve carriera operativa del Cutlass fu funestata da diversi incidenti nei quali persero la vita 1 collaudatore e 21 piloti e già nel 1957 iniziò il graduale ritiro dai reparti imbarcati, in seguito all'entrata in servizio del Vought F-8 Crusader.

## Descrizione tecnica

### Struttura

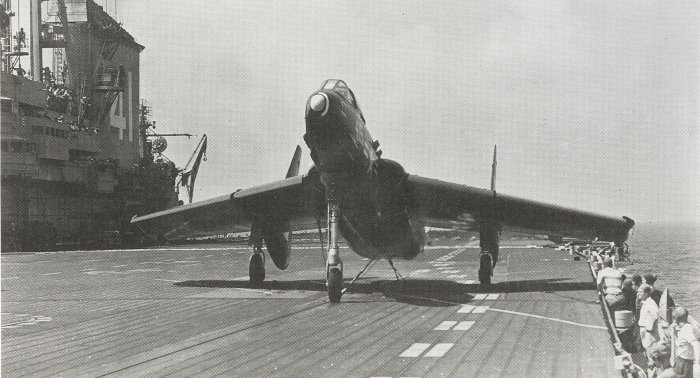
Un F7U-1 sul ponte della USS Midway (CVB-41) pronto al lancio con la catapulta.

Il Cutlass era un monoplano ad ala media, con angolo di freccia di 38°, alimentato da due turbogetti alloggiati appaiati all'interno della fusoliera.
All'epoca si trattò di un velivolo estremamente innovativo: era il primo caccia con ala a freccia ad entrare in servizio per l'US Navy, il primo aereo costruito negli USA senza i tradizionali piani di coda ed infine fu il primo aereo concepito per impiegare un turbogetto dotato di postbruciatore.
Tanta concentrazione di novità tecnologiche rappresentò, tuttavia, anche il limite del velivolo e le problematiche sorte durante l'impiego operativo, ne determinarono la repentina sostituzione con modelli più recenti che potevano beneficiare delle migliorie tecniche nel frattempo realizzate.

### Motore
Il motore inizialmente previsto era il turbogetto Westinghouse J34-WE-32 che, tuttavia, non raggiunse mai gli sviluppi previsti (soprattutto per problemi legati proprio al postbruciatore) e che venne sostituito dal successivo Westinghouse J46-WE-8A, installato a partire dalla versione F7U-3.

### Armamento
Inizialmente l'armamento offensivo era costituito da 4 cannoni da 20 mm, alloggiati in fusoliera, davanti alle prese d'aria. La versione F7U-3M venne dotata di piloni subalari per l'impiego di missili aria-aria Sparrow I.

## Versioni

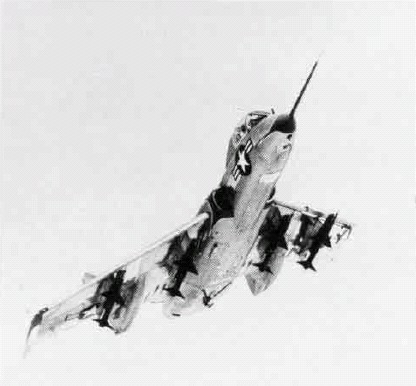
Un F7U-3M in volo.

- XF7U-1: tre prototipi ordinati nel giugno del 1946; andarono tutti perduti in incidenti[4];
- F7U-1: prima serie di produzione; il motore Westinghouse J34 era privo di postbruciatore. Prodotto in 14 esemplari.
- F7U-2: avrebbe dovuto essere la seconda serie di produzione, con motore J34 dotato di postbruciatore; problemi di messa a punto dei motori portarono alla cancellazione dell'ordine di 88 velivoli;
- XF7U-3: prototipo della seconda serie; volò per la prima volta il 20 dicembre 1951;
- F7U-3: seconda serie di produzione; motorizzata con il Westinghouse J46. Prodotta in 82 esemplari, di cui 48 vennero successivamente aggiornati allo standard della variante "3M";
  - 3M: variante dotata di piloni esterni per 4 missili aria-aria Sparrow. Vennero costruiti 98 esemplari;
  - 3P: variante destinata alla ricognizione fotografica, dotata di muso allungato di 25 pollici (poco più di 60 cm) per l'alloggiamento degli apparati fotografici. Prodotta in 12 esemplari.

## Utilizzatori
Stati Uniti
- United States Navy

## Curiosità

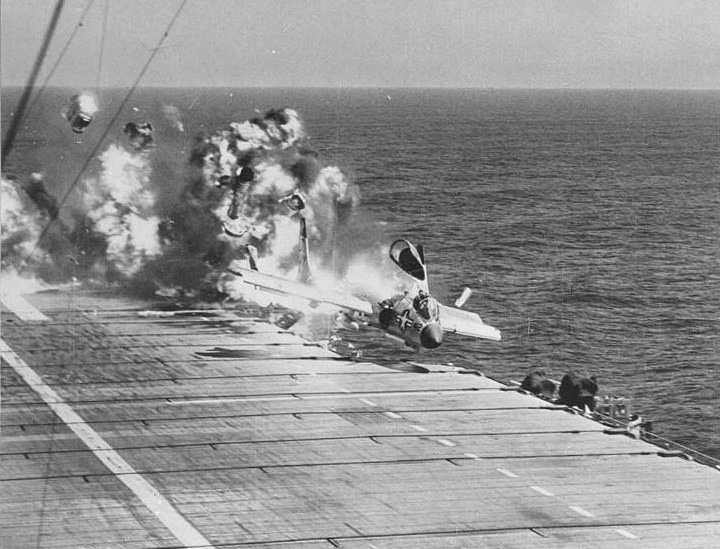
Incidente sul ponte della USS Hancock (CV-19), il 14 luglio 1955.

Il Cutlass non fu un aereo particolarmente amato dagli equipaggi, assillato da problemi di potenza e soggetto a numerosi incidenti.
Ebbe diversi soprannomi, non tutti lusinghieri:
- la lunga gamba del carrello anteriore conferiva al velivolo la posizione "col naso all'insù" e gli valse il nomignolo di Mantide religiosa;
- la debolezza della struttura della medesima gamba del carrello causò diversi incidenti e portò in dote il sinistro soprannome di Ensign Eater (letteralmente Mangiatore di guardiamarina);
- la cronica mancanza di potenza del motore della prima versione fece attribuire, nel classico gioco delle assonanze, il nomignolo di gutless (senza budella).

A sua volta il motore sottopotenziato era oggetto dell'ironia dei piloti, che dicevano producesse meno calore del tostapane prodotto dalla stessa Westinghouse.

### Pubblicazioni
- (EN) R.R. "Boom" Powell, Cutlass Tales, in Flight Journal, vol. 13, n. 4, agosto 2008.